# René Zimmermann

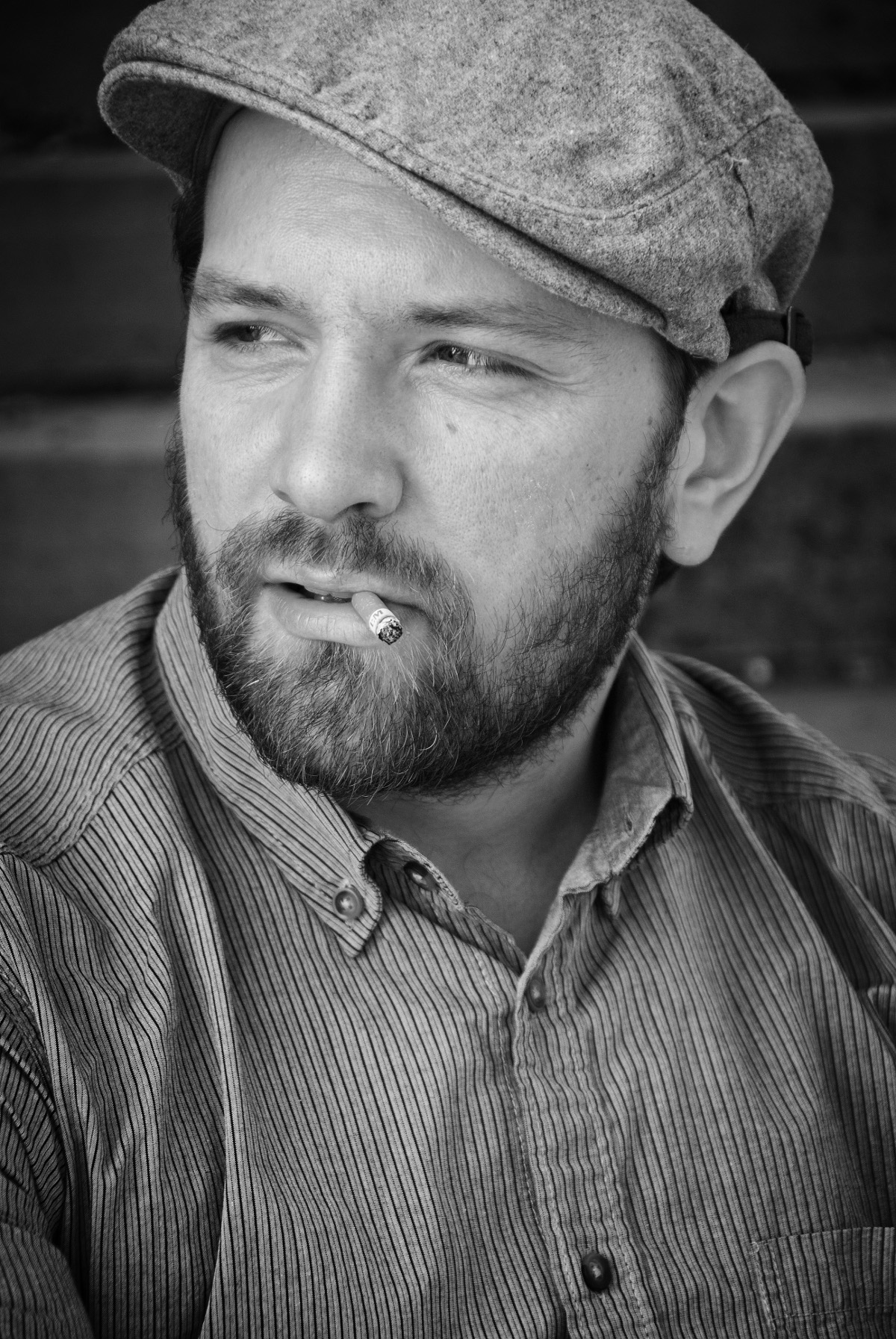
René Zimmermann, 2014

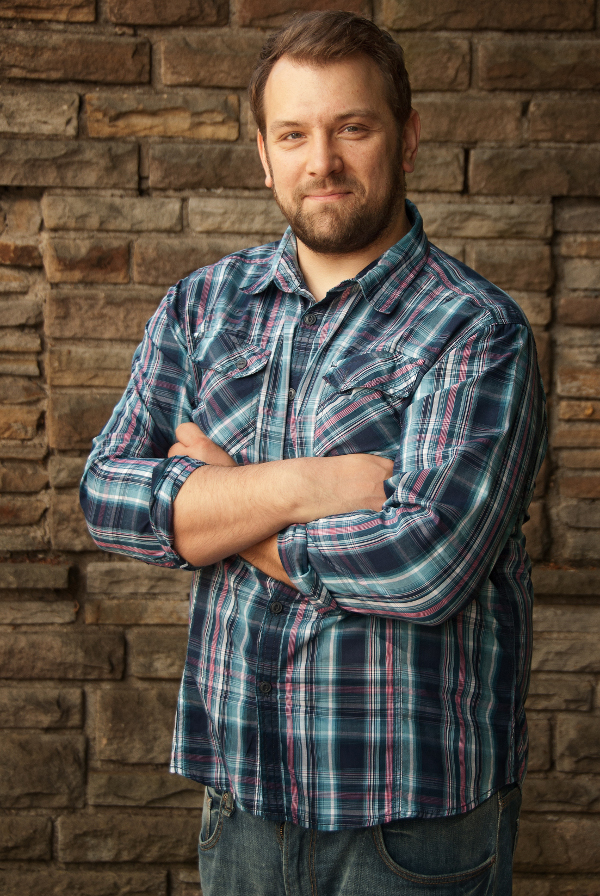
René Zimmermann, 2013

René Zimmermann (* 2. März 1979 in Dortmund) ist ein deutscher Theater- und Filmschauspieler.

## Leben
Zimmermanns Eltern führen in dritter Generation eine Fleischerei am Borsigplatz in Dortmund. Nach dem Fachabitur absolvierte er zunächst im familieneigenen Betrieb eine Metzgerausbildung. Parallel zur Lehre begann er als Statist und Laiendarsteller am Theater Dortmund und am TIP-Theater (Theater im Pott) in Oberhausen. Dort sammelte er erste Erfahrungen als Schauspieler.
Er arbeitete dann als Briefzusteller, Metzger, Küchenhilfe und Fußball-Jugendtrainer. Nebenbei nahm er zu dieser Zeit schon privaten Schauspiel- und Gesangsunterricht und lernte u. a. unter dem Schauspieler Martin Horn oder Sängern wie Thomas de Vries und Charles Kim. Durch seine Tätigkeit als Statist kam er zu ersten Gastverträgen am Theater Dortmund. In der Oper Der Rosenkavalier übernahm er, unter der Regie von Beverly Blankenship in der Spielzeit 2003/04 die stumme, aber dramaturgisch wichtige Rolle des dreisten Dieners Leopold. In der Spielzeit 2004/05 trat er am Theater Dortmund als Officer Krupke in dem Musical West Side Story auf, wo er unter dem Regisseur und Choreographen Marvin A. Smith arbeitete. 2007 übernahm René Zimmermann am Theater Dortmund die Rolle des Räuberhauptmanns Borka in dem Theaterstück Ronja Räubertochter.
Seine Schauspielausbildung absolvierte er an der Akademie für darstellende Kunst (AdK) in Ulm. Während seiner Ausbildung spielte er bereits am Akademietheater Ulm mehrere Hauptrollen: Karl Moor in Die Räuber (2008), Brick in Die Katze auf dem heißen Blechdach (2009) und Vater in Ein Traumspiel (2009). Seine Ausbildung brach er allerdings nach knapp über einem Jahr wieder ab, da er einen Vertrag am Staatstheater Wiesbaden erhielt. Dort spielte er in der Spielzeit 2009/10 ebenfalls den Räuberhauptmann Borka in der Weihnachtsproduktion Ronja Räubertochter. Seine Rolle legte er als „ehrenwerter versöhnlicher Vater“ an.
Seine erste Fernsehrolle erhielt er als Notarzt im Frankfurter Tatort-Krimi Der Tote im Nachtzug (2011). Es folgten Rollen in Werbefilmen, unter anderem für Apple. In dem Kinofilm Freiland von Moritz Laube (2012), spielte er eine Rolle neben dem Schauspieler Stephan Grossmann (Salami Aleikum, München 72). Freiland wurde in der Kategorie „Bester Langfilm“ auf dem Max Ophüls Festival 2013 nominiert. 2012 stand er in der US-Produktion Adrenalzone unter der Regie von Damian Chapa vor der Kamera. Im Jahr 2014 war er als Heilpraktiker Lars in der ZDF-Krimiserie SOKO Köln und in der Rolle des Jürgen Bukowski in Unter uns zu sehen. Im Dezember 2017 war Zimmermann in der 5. Staffel der ZDF-Serie Heldt in einer Episodenrolle zu sehen; er spielte den tatverdächtigen, betrügerischen und vorbestraften Fleischlieferanten Harald „Hacki“ Lüschen.
Seit dem Jahr 2015 arbeitet René Zimmermann an der Umsetzung seines ersten eigenen Filmprojekts Rebels of Steel.

## Filmografie (Auswahl)
- 2008: Zwischenstop (Kurzfilm)
- 2009: K11 – Kommissare im Einsatz
- 2009: Lenßen & Partner
- 2010: Beeren vom gleichen Feld (Kurzfilm)
- 2011: Tatort: Der Tote im Nachtzug
- 2012: Freiland (Kinofilm)
- 2012: Irgendwo anders (Kurzfilm)
- 2012: Adrenalzone (Kinofilm)
- 2014: SOKO Köln (Folge: Ein Blick in die Nacht)
- 2014: Backtrack
- 2014: Love, Hate & Security
- 2014: Unter uns
- 2016: Alles was zählt
- 2017: Lindenstraße (Folge: Glück gehabt)[12]
- 2017: Heldt (Folge: Döner mit Biss)